# Flora Nwapa
Florence Nwanzuruahu Nkiru Nwapa (Oguta, 13 januari 1931 – Enugu, 16 oktober 1993), beter bekend als Flora Nwapa,  was een Nigeriaanse schrijver van Igbo-afkomst die ook wel de "moeder van de moderne Afrikaanse literatuur" is genoemd. Ze wordt beschouwd als voorloper van een generatie vrouwelijke Afrikaanse auteurs, en is de eerste vrouwelijke Afrikaanse romanschrijver die internationale erkenning verwierf met haar debuutroman Efuru, die in 1966 door Heinemann Educational Books werd uitgegeven. Ze zag zichzelf niet als feminist en haar werk staat vooral bekend om het herscheppen van het leven en de tradities vanuit het perspectief van een Igbo-vrouw. Daarnaast zette Nwapa zich in voor de erkenning en versterking van de rol van de vrouw in de Afrikaanse samenleving. Ook zette ze een tweetal uitgeverijen op en schiep daarmee een platform voor publicatie van eigen werk en dat van andere vrouwelijke Afrikaanse auteurs. Nwapa kreeg ook bekendheid om haar wederopbouwwerk na de bloedige Biafra-oorlog, met name haar werk voor de wezen en ontheemden die voor het oorlogsgeweld waren gevlucht.

## Levensloop

### Eerste jaren en vorming
Nwapa werd geboren in Oguta, in zuid-oost Nigeria, als oudste dochter in een gezin van zes kinderen van Christopher Ijeoma, werkzaam als agent van de United Africa Company, en Martha Nwapa, een theaterdocente. Nwapa volgde haar schoolopleiding in Oguta, Port Harcourt en Lagos, en behaalde in 1957 een BA-graad aan de University College Ibadan. In 1958 reisde Nwapa naar Schotland waar ze een onderwijsdiploma behaalde aan de Universiteit van Edinburgh.

### Carrière in het onderwijs en in overheidsdienst
Na haar terugkeer in Nigeria trad Nwapa in dienst bij het Ministerie van Onderwijs en was tot 1959 werkzaam als onderwijsambtenaar in Calabar. Van  1959 tot 1971 onderwees ze Engelse taal en aardrijkskunde in de Queen's school in Enugu. Ze bleef werken binnen het onderwijs en bekleedde verschillende functies waaronder die van adjunct-archivaris aan de Universiteit van Lagos (1962–67). Na de Nigeriaanse burgeroorlog van 1967–70, accepteerde ze een kabinetspost als minister van Volksgezondheid en Welzijn in East Central State (1970–71), en vervolgens als minister van Landerijen, taxatie en stadsontwikkeling (1971–74).

### Schrijverschap en uitgeverij
Nwapa's debuutroman, Efuru (1966) was de eerste Engelstalige roman van de hand van een Afrikaanse schrijfster en wordt daarom beschouwd als een mijlpaal in de Afrikaanse literatuur. Dit werk werd gevolgd door de romans Idu (1967), Never Again (1975), One is Enough (1981) en Women Are Different (1986). Daarnaast publiceerde ze twee verhalenbundels, This Is Lagos (1971) en Wives at War (1980), en de gedichtenbundel Cassava Song and Rice Song (1986). Ook schreef ze verschillende kinderboeken.
In 1974 richtte ze de uitgeverij Tana Press op en in 1977 de Flora Nwapa Company, waar ze eigen werk en dat van andere schrijvers publiceerde. Een van haar doelstellingen was: "vrouwen over de hele wereld, in het bijzonder feministen (zowel die met een hoofdletter F als met een kleine letter f) te informeren en te vormen met betrekking tot de rol van vrouwen in Nigeria, hun economische onafhankelijkheid, hun relatie met hun echtgenoten en kinderen, hun traditionele geloofsovertuigingen en hun status in de gemeenschap als geheel". Tana Press is beschreven als "de eerst uitgeverij die door een vrouw werd geleid en zich richtte op een grotendeels vrouwelijk publiek. Een project dat haar tijd ver vooruit was in een periode waarin niemand zag dat Afrikaanse vrouwen een lezersgemeenschap of een boeken kopend bevolkingssegment zouden kunnen vormen".

### Laatste jaren
Mwapa bleef haar hele leven werkzaam binnen het onderwijs en doceerde op verschillende buitenlandse universiteiten, waaronder de New York-universiteit, Trinity College, Universiteit van Minnesota, Universiteit van Michigan en Universiteit van Ilorin. In een interview met Contemporary Authors verklaarde ze "Ik heb me bijna dertig jaar bezig gehouden met schrijven. Mijn interesse ging uit naar zowel de stadsvrouw als de plattelandsvrouw in haar queeste te overleven in een snel veranderende wereld die door mannen wordt gedomineerd".
Nwapa overleed op 16 oktober 1993, op 62-jarige leeftijd, aan een longontsteking in het ziekenhuis van Enugu.

## Geselecteerd werk
Romans
- Efuru, Heinemann Educational Books, 1966; Waveland Press, 2013, ISBN 9781478613275
- Idu, Heinemann African Writers Series, No. 56, ISBN 0-435-90056-0; 1970
- Never Again, Enugu: Tana Press, 1975; Nwamife, 1976; Africa World Press, 1992, ISBN 9780865433182
- One Is Enough, Enugu: Flora Nwapa Co., 1981; Tana Press, 1984; Africa World Press, 1992, ISBN 9780865433229
- Women are Different, Enugu: Tana Press, 1986; Africa World Press, 1992, ISBN 9780865433267

Korte verhalen en gedichten
- This Is Lagos and Other Stories, Enugu: Nwamife, 1971; Africa World Press, 1992, ISBN 9780865433212
- Cassava Song and Rice Song, Enugu: Tana Press, 1986
- Wives at War and Other Stories, Enugu: Nwamife, 1980; Flora Nwapa Co./Tana Press, 1984; Africa World Press, 1992, ISBN 9780865433281

Kinderboeken
- Emeka, Driver's Guard, London, 1972; Nwapa, 1987
- Mammywater, 1979; Enugu: Flora Nwapa Company, 1984
- Journey to Space, Enugu: Flora Nwapa Company, 1980
- The Miracle Kittens, Enugu: Flora Nwapa Company, 1980
- The Adventures of Deke, Enugu: Flora Nwapa Co., 1986

## Erkenning
Flora Nwapa is onderwerp geweest van een documentaire van Onyeka Nwelue getiteld The House of Nwapa, die in augustus 2016 in première ging.
Op 13 januari 2017, werd Nwapa's verjaardag gemarkeerd met een Google Doodle.